# Teguise (gemeente)
Teguise is een gemeente in de Spaanse provincie Las Palmas in de regio Canarische Eilanden met een oppervlakte van 263 km² en ligt op het eiland Lanzarote. Teguise telt 21.724 inwoners (1 januari 2016). Tot de gemeente behoren ook de eilanden van de Chinijo-archipel. De gemeente was de oude hoofdstad van Lanzarote.
De gelijknamige hoofdplaats Teguise heeft een kerk, la Iglesia de Nuestra Señora de Guadalupe, met een hoge kerktoren (in vergelijking met andere kerken op het eiland) die in de wijde omgeving zichtbaar is.

## Plaatsen in de gemeente
De gemeente omvat de volgende plaatsen (inwonertal per 2008):
- Costa Teguise (6.324)
- Tahiche (3.751)
- Villa de Teguise (1.625)
- Guatiza (847)
- Nazaret (925) met het museum Lagomar
- Caleta de Famara (837)
- La Graciosa (648)
- Soo (615)
- Tao (561)
- Los Valles (409)
- Mozaga (376)
- Muñique (366)
- Tiagua (308)
- Teseguite (284)
- Los Cocoteros (256)
- Las Caletas (138)
- El Mojón (107)
- Las Cabreras (106)
- Caleta de Caballo (126)
- Tomaren (61)
- Las Laderas (58)
- Los Ancones (44)
- Charco del Palo (26)

## Demografische ontwikkeling
Bron: INE; 1857-2011: volkstellingen
Arrecife · Haría · San Bartolomé · Teguise · Tías · Tinajo · Yaiza